# Bryum splachnobryoides
Bryum splachnobryoides är en bladmossart som beskrevs av C. Müller 1882. Bryum splachnobryoides ingår i släktet bryummossor, och familjen Bryaceae. Inga underarter finns listade i Catalogue of Life.